# Dolmen von Mokoa
Der Dolmen von Mokoa (auch Mokua Trikuharria genannt) liegt südlich von Urrugne (baskisch: Urruña) bei Hendaye in den westlichen Pyrenäen im Département Pyrénées-Atlantiques in Frankreich. 
Die Nordost-Südwest orientierte Kammer der „Dolmen von Mokoa“ genannten Steinkiste (französisch Coffre dolménique) liegt in der Mitte eines erodierten Tumulus von etwa 8,0 m und 0,7 m Höhe. Es ist von einem Randsteinkreis aus elf Blöcken umgeben, was relativ selten ist. Erhalten sind lediglich drei Orthostaten aus Sandstein, die eine Kiste von 1,7 m Länge und 1,0 m Breite begrenzen.
In der Nähe liegen die Cromlechs von Mandale, der Mandale Tumulus und die Dolmen d’Erentzu, Galbario, Lezante Hego und Lezante Nord sowie der Menhir de Xoldokogña, alle bei Urrugne in den Pyrenäen.